# Spiesia caespitosa
Spiesia caespitosa là một loài thực vật có hoa trong họ Đậu. Loài này được (Pall.) Kuntze miêu tả khoa học đầu tiên năm 1891.